# 刑法175条 (ドイツ)
ドイツの刑法典175条（§175 StGB）は、男性同性愛を禁止するドイツ刑法典の規定である。ドイツ統一後まもない1871年5月15日に制定され、1872年1月1日(帝国刑法が施行されたとき)から1994年6月11日まで存在した。これにより、男性間の性行為は非合法化され、同性愛者の迫害が可能になった。1935年までは「動物との不自然な淫行」も禁止していた(1935年から1969年まではこれは第175b条で罰せられた)。合計約140,000人の男性が、さまざまな条文の175条に基づいて有罪判決を受けた。1935年9月1日、国家社会主義者は175条を強化し、性交類似行為からあらゆる「みだらな」行為にまで対象を拡大した。新たに追加された第175a条では、「混み入った事件」に対し1年から10年の懲役が規定されている。
1950年に東ドイツは古い条文の175条に回帰したが、第175a条は引き続き適用された。ただし、1950年代後半からは成人間の同性愛行為は訴追されなくなった。1968年に東ドイツはまったく新しい刑法を施行し、成人間の男性同性愛行為を再び法的に規制した。第151条では、成人による若者との同性間の性行為のみが、女性と男性の両方に対して処罰の対象とされた。1988年12月14日の法律により、この部分は削除された。
戦後20年間、西ドイツ、ドイツ連邦共和国は国家社会主義時代の175条と175a条に固執した。最初の改革は1969年に行われ、2回目は1973年に行われた。それ以来、18歳未満の若い男性が関与する性行為のみが処罰の対象となり、レズビアンおよび異性愛行為の同意年齢は14歳となった。ドイツ再統一後の1994年3月10日、旧連邦共和国の領土についても175条が廃止された。
俗語として、同性愛者を「175s」と呼ぶことがあった。また、5月17日（17.5.）は「ゲイの日」とも呼ばれた。今日、1990年5月17日にWHOの疾病診断のリストから同性愛が削除されたことを記念して、同日は「同性愛嫌悪、バイフォビア、インターフォビア、トランスフォビアに反対する国際デー」として行動が行われている。

## 概要
1871年5月15日に立法された当時の条文は以下のとおりである。
ドイツ帝国成立後まもなく制定された。ベルリンの医師で性科学者マグヌス・ヒルシュフェルトは同条の撤廃を求め、多数の著作を出し、1897年には同性愛者の本格的な権利運動を組織した。第一次大戦後しばらくは欧州に王政の消滅、フランスの勝利による自由・民主・平等といった価値観の称揚や検閲の緩和、女性参政権の実現による解放感がみなぎったためか、ベルリンやウイーンには自由な気風を求めて同性愛者が多数集まった。ヒルシュフェルトがベルリン警察に同性愛を黙認するよう説得した結果、1920年代ベルリンでは「エルドラド」といった同性愛者が集まるバーやダンスクラブが多数生まれた。
しかし、その後、ナチス・ドイツの時代には厳罰化が進んだ。なかでも、自身が前記「エルドラド」に出入りしていたナチス突撃隊の最高責任者エルンスト・レームがヒトラーに危険視され、1934年にクーデタ陰謀を理由に粛清されると、その生活様式・価値観も非難の対象となった。その後、ゲシュタポは同性愛者を取り締まり対象とし、同性愛者が集まる場所は閉鎖され、団体や出版活動は禁じられ、ヒルシュフェルトの性科学研究所はナチスに襲撃され、ヒルシュフェルトは亡命するに至っている。さらに、1938年のウィーン併合により、この動きはオーストリアにも及んだ。大国化を目指すナチスは出産を奨励し、子をなさない同性愛者は社会にとって脅威だとするイデオロギー的な理由のほか、彼らが独自の秘密グループを作ることを怖れたとされる。また、この時期、同性愛を病気とする考え方もあり、感染して蔓延するという考え方もあったとされる。レーム失脚後、ヒムラーの下で同条の運用はさらに厳格化され、同性愛・中絶撲滅帝国本部が設けられ、1936年からの組織的摘発により有罪判決は10倍に増え、年8千人に達した。彼らの一部は絶滅強制収容所に送られ、他のタイプの収容者らとは別にされたがユダヤ人と同様に絶滅の対象となった。同条は女性の同性愛者を対象としていなかったため、女性には売春・窃盗・未成年者との性交などを理由に他の法律が利用された。女性は子を産む可能性があるため扱いが異なっていたともみられるが、同性愛での逮捕自体は激増し、チェコの歴史家アンナ・ハイコバはラーフェンスブリュック女性強制収容所で同性愛が投獄理由とみられる者を十数人特定している。
第二次世界大戦後、西独では1950年代の終わり以降から有罪判決率の低下が徐々にみられていたが、それでも1949年から1963年のアデナウワー政権時には約5万人の男性が有罪判決を受けている。1960年代のベトナム反戦運動から起こった学生運動の高まりや1969年6月に米国ニューヨークのグルニッジ・ヴィレッジで警官の摘発に抗議して同性愛者の暴動が起こったことは、世界的にも少なからぬ影響を与えた。すでに1968年の改正により成人同士の合意による場合は違法でなくなり、1969年以後は適用範囲が縮小された。1971年にはオーストリアでもほぼ同様となった。さらに1973年に罰則の緩和が行われ、最終的にドイツ再統一後の1994年になってから条文が撤廃された。東ドイツでは戦後しばらくは同性愛者男性が有罪判決を受けていたが、支配政党ドイツ社会主義統一党(SED)の前身であるドイツ共産党が一貫して175条に反対していた事もあり、1958年に同性愛行為に対する罰則規定を削除した結果、1957年の同性愛を理由とする訴追が最後のものとなった。1968年、プラハの春を重く受け止めたSED当局は政治犯の厳罰化を主目的に刑法改定を行ったが、この中でいくつかの軽犯罪に関しても見直しが行われ、大人と青少年の間で行われる同性愛行為が新たに処罰の対象と定められた。ただし、以後も成人間の同性愛行為は処罰の対象とされることはなく、1988年には再び同性愛への罰則規定が削除された。

## 映画
第一次世界大戦敗戦直後の1919年、この法律による迫害を題材とした映画『Anders als die Andern』が公開された。この映画はヴァイマル共和国政府によって上映禁止処分を受けている。
1999年、この法律によってナチス・ドイツにて迫害された同性愛者たちのドキュメンタリー映画『刑法175条』（Paragraph 175）がアメリカで制作された。日本では山形国際ドキュメンタリー映画祭で上映された。
2021年、この法律によって何度も投獄されながら、愛する自由を求め続けた男性の20年以上にわたる闘いを描いたオーストリア・ドイツ合作映画『大いなる自由』（監督：ゼバスティアン・マイゼ、主演：フランツ・ロゴフスキ）が公開された。